# Perú en los Juegos Olímpicos de la Juventud 2014
Perú en los Juegos Olímpicos de la Juventud de Nankín 2014 estuvo representado por un total de 39 atletas que compitieron en 12 deportes. El abanderado en la ceremonia de apertura fue el atleta César Rodríguez.

## Medallistas
| Medalla           | Atletas | Deporte | Evento           | Fecha        |
| ----------------- | --- | ------- | ---------------- | ------------ |
| Medalla de oro    | Fabrián Caytuiro Marco Saravia Brayan Velarde Fabio Rojas Carlos Huerto Christian Sánchez Gerald Távara José Inga Iván Cruz Anthony Quijano Christopher Olivares Ismael Quispe Darwin Meléndez Franklin Gil Ray Contreras Alessandro Milesi Fernando Pacheco Rodolfo Angeles | Fútbol  | Torneo masculino | 27 de agosto |
| Medalla de bronce | Jarian Brandes | Vela    | Byte CII         | 24 de agosto |

## Atletas
| Disciplina   | Deportistas |
| Atletismo    | 5           |
| Bádminton    | 1           |
| Fútbol       | 18          |
| Gimnasia     | 2           |
| Halterofilia | 2           |
| Judo         | 1           |
| Lucha        | 1           |
| Natación     | 1           |
| Remo         | 1           |
| Tenis        | 2           |
| Vela         | 3           |
| Vóley playa  | 2           |
| Total        | 39          |

## Deportes

### Atletismo
Femenino
Eventos de pista
| Atleta         | Evento                     | Preliminares | Preliminares | Final B  | Final B  | Posición Final |
| Atleta         | Evento                     | Tiempo       | Posición     | Tiempo   | Posición | Posición Final |
| -------------- | -------------------------- | ------------ | ------------ | -------- | -------- | -------------- |
| Steffi Murillo | 100 metros con vallas      | 14.06        | 4            | 14.25    | 2        | 10             |
| Luz Olivera    | 2000 metros con obstáculos | 7:07.21      | 10           | 7:05.32  | 3        | 12             |
| Judith Huamán  | 3000 metros planos         | 10:26.57     | 16           | 10:25.57 | 6        | 16             |

Masculino
Eventos de campo
| Atleta          | Evento            | Clasificación | Clasificación | Final B   | Final B  | Posición Final |
| Atleta          | Evento            | Distancia     | Posición      | Distancia | Posición | Posición Final |
| --------------- | ----------------- | ------------- | ------------- | --------- | -------- | -------------- |
| Josué Gutiérrez | Salto con pértiga | NM            | —             | 4.50      | 5        | 13             |

Eventos de pista
| Atleta          | Evento          | Final    | Final    |
| Atleta          | Evento          | Tiempo   | Posición |
| --------------- | --------------- | -------- | -------- |
| César Rodríguez | Marcha olímpica | 42:26.49 | 4        |

### Bádminton
| Atleta                       | Evento        | Ronda de grupos                           | Ronda de grupos                       | Ronda de grupos                                    | Ronda de grupos | Cuartos de final | Semifinal       | Final           | Posición Final |
| Atleta                       | Evento        | Rival Resultado                           | Rival Resultado                       | Rival Resultado                                    | Posición        | Rival Resultado  | Rival Resultado | Rival Resultado | Posición Final |
| ---------------------------- | ------------- | ----------------------------------------- | ------------------------------------- | -------------------------------------------------- | --------------- | ---------------- | --------------- | --------------- | -------------- |
| Daniela Macías               | Singles       | Sabrina Solís 19-21 / 15-21               | Clara Azurmendi 14-21 / 15-21         | Doha Toufic 21-15 / 21-9                           | 3               | Eliminada        | Eliminada       | Eliminada       | 27             |
| Daniela Macías Tanguy Citron | Dobles mixtos | Guipu LIN Gaeun Kim 11-21 / 23-21 / 14-21 | June Wei Cheam Tsz Yau Ng 9-21 / 8-21 | Wolfgang Gnedt Sabrina Solís 13-21 / 21-17 / 19-21 | 4               | Eliminadas       | Eliminadas      | Eliminadas      | 10             |

### Fútbol
| Equipo | Evento           | Ronda de grupos | Ronda de grupos | Semifinal        | Final               | Posición       |
| Equipo | Evento           | Rival Resultado | Posición        | Rival Resultado  | Rival Resultado     | Posición       |
| --- | ---------------- | --------------- | --------------- | ---------------- | ------------------- | -------------- |
| Fabrián Caytuiro Marco Saravia Brayan Velarde Fabio Rojas Carlos Huerto Christian Sánchez Gerald Távara José Inga Iván Cruz Anthony Quijano Christopher Olivares Ismael Quispe Darwin Meléndez Franklin Gil Ray Contreras Alessandro Milesi Fernando Pacheco Rodolfo Angeles | Torneo masculino | Islandia G 2-1  | 1               | Cabo Verde G 3-1 | Corea del Sur G 2-1 | Medalla de oro |
| Fabrián Caytuiro Marco Saravia Brayan Velarde Fabio Rojas Carlos Huerto Christian Sánchez Gerald Távara José Inga Iván Cruz Anthony Quijano Christopher Olivares Ismael Quispe Darwin Meléndez Franklin Gil Ray Contreras Alessandro Milesi Fernando Pacheco Rodolfo Angeles | Torneo masculino | Honduras G 3-1  | 1               | Cabo Verde G 3-1 | Corea del Sur G 2-1 | Medalla de oro |

### Gimnasia artística
Femenino
| Atleta | Evento | Aparato    | Aparato       | Aparato | Aparato | Total | Posición |       |       |        |    |
| ------ | ------ | ---------- | ------------- | ------- | ------- | ----- | -------- | ----- | ----- | ------ | -- |
| Atleta | Evento | Ana Méndez | Clasificación | 11.900  | 12.912  | Total | Posición | 9.700 | 8.700 | 43.625 | 35 |

Masculino
| Atleta | Evento | Aparato      | Aparato       | Aparato | Aparato | Aparato | Aparato | Total | Posición |        |        |        |    |
| ------ | ------ | ------------ | ------------- | ------- | ------- | ------- | ------- | ----- | -------- | ------ | ------ | ------ | -- |
| Atleta | Evento | Luis Pizarro | Clasificación | 12.750  | 12.100  | 12.600  | 10.900  | Total | Posición | 10.800 | 11.500 | 70.650 | 35 |

### Halterofilia
Femenino
| Atleta         | Evento | Arrancada | Envión | Total | Posición |
| -------------- | ------ | --------- | ------ | ----- | -------- |
| Fiorella Cueva | 48 kg  | 55        | 79     | 134   | 8        |

Masculino
| Atleta         | Evento | Arrancada | Envión | Total | Posición |
| -------------- | ------ | --------- | ------ | ----- | -------- |
| Óscar Terrones | 69 kg  | 112       | 148    | 260   | 7        |

### Judo
Individual
| Atleta           | Evento | Ronda de 16                | Repechaje 1                | Repechaje 2     | Repechaje 3     | Final           | Posición Final |
| Atleta           | Evento | Rival Resultado            | Rival Resultado            | Rival Resultado | Rival Resultado | Rival Resultado | Posición Final |
| ---------------- | ------ | -------------------------- | -------------------------- | --------------- | --------------- | --------------- | -------------- |
| Brillith Gamarra | 52 kg  | Betina Temelkova 000S1-101 | Ulyana Minenkova 001S2-001 | Eliminada       | Eliminada       | Eliminada       | 16             |

Equipo mixto internacional
| Atletas | Evento       | Ronda de 16       | Cuartos de final       | Semifinal          | Final           | Posición          |
| Atletas | Evento       | Rival Resultado   | Rival Resultado        | Rival Resultado    | Rival Resultado | Posición          |
| --- | ------------ | ----------------- | ---------------------- | ------------------ | --------------- | ----------------- |
| Equipo Xian Hifume Abe Chiara Carminucci Naomi de Bruine Jolan Florimont Brillith Gamarra Felix Penning Marusa Stangar Idan Vardi | Equipo mixto | Equipo Tani G 7-0 | Equipo Berghmans G 4-3 | Equipo Rouge P 3-4 | Eliminados      | Medalla de bronce |

### Lucha
| Atleta      | Evento | Ronda de grupos    | Ronda de grupos    | Ronda de grupos     | Ronda de grupos | Final 5-6        | Posición Final |
| Atleta      | Evento | Rival Resultado    | Rival Resultado    | Rival Resultado     | Posición        | Rival Resultado  | Posición Final |
| ----------- | ------ | ------------------ | ------------------ | ------------------- | --------------- | ---------------- | -------------- |
| Nilton Soto | 69 kg  | Karan Mosebach 0-4 | Mason Manville 0-4 | Jordan Marshall 3-1 | 3               | Omar Ibrahim 1-4 | 6              |

### Natación
| Atleta        | Evento              | Preliminar | Preliminar | Final     | Final     |
| Atleta        | Evento              | Tiempo     | Posición   | Tiempo    | Posición  |
| ------------- | ------------------- | ---------- | ---------- | --------- | --------- |
| Lizzy Nolasco | 200 metros mariposa | 2:26.44    | 8          | Eliminada | Eliminada |

### Remo
| Atleta            | Evento           | Preliminar | Preliminar | Repechaje 2 | Repechaje 2 | Semifinal C/D | Semifinal C/D | Final C | Final C  | Posición Final |
| Atleta            | Evento           | Tiempo     | Posición   | Tiempo      | Posición    | Tiempo        | Posición      | Tiempo  | Posición | Posición Final |
| ----------------- | ---------------- | ---------- | ---------- | ----------- | ----------- | ------------- | ------------- | ------- | -------- | -------------- |
| Gonzalo Del Solar | Scull individual | 3:35.42    | 5          | 3:33.87     | 4           | 3:34.58       | 3             | 3:38.00 | 6        | 18             |

### Tenis
Singles
| Atleta          | Evento  | Ronda de 32                   | Ronda de 16              | Cuartos de final | Semifinal       | Final           | Posición  |
| Atleta          | Evento  | Rival Resultado               | Rival Resultado          | Rival Resultado  | Rival Resultado | Rival Resultado | Posición  |
| --------------- | ------- | ----------------------------- | ------------------------ | ---------------- | --------------- | --------------- | --------- |
| Nicolás Álvarez | Singles | Andrey Rublev 3-6 / 4-6       | Eliminado                | Eliminado        | Eliminado       | Eliminado       | Eliminado |
| Juan José Rosas | Singles | Rasheed Carey 4-6 / 6-2 / 6-3 | Orlando Moraes 2-6 / 4-6 | Eliminado        | Eliminado       | Eliminado       | Eliminado |

Dobles
| Atleta                              | Evento        | Ronda de 16                                             | Cuartos de final                                  | Semifinal         | Final             | Posición   |
| Atleta                              | Evento        | Rivales Resultado                                       | Rivales Resultado                                 | Rivales Resultado | Rivales Resultado | Posición   |
| ----------------------------------- | ------------- | ------------------------------------------------------- | ------------------------------------------------- | ----------------- | ----------------- | ---------- |
| Nicolás Álvarez Juan José Rosas     | Dobles        | Sharmal Dissanayake Pavle Rogan 6-2 / 6-3               | Marcelo Zormann Da Silva Orlando Moraes 4-6 / 6-7 | Eliminados        | Eliminados        | Eliminados |
| Nicolás Álvarez Marketa Vondrousova | Dobles mixtos | Marcelo Zormann Da Silva Liz Camila Giangreco 5-7 / 5-7 | Eliminados                                        | Eliminados        | Eliminados        | Eliminados |
| Juan José Rosas Domenica González   | Dobles mixtos | Martin Blasko Viktoria Kuzmova 5-7 / 2-6                | Eliminados                                        | Eliminados        | Eliminados        | Eliminados |

### Vela
Femenino
| Atleta           | Evento     | Carrera | Carrera | Carrera | Carrera | Carrera | Carrera | Carrera | Carrera | Carrera | Carrera | Carrera | Puntos | Posición          |
| Atleta           | Evento     | 1       | 2       | 3       | 4       | 5       | 6       | 7       | 8       | 9       | 10      | F       | Puntos | Posición          |
| ---------------- | ---------- | ------- | ------- | ------- | ------- | ------- | ------- | ------- | ------- | ------- | ------- | ------- | ------ | ----------------- |
| Jarian Brandes   | Byte CII   | 3       | 6       | 7       | 15      | 11      | 21      | 3       | —       | —       | —       | 5       | 50     | Medalla de bronce |
| María Belén Bazo | Techno 293 | 6       | 5       | 14      | 8       | 5       | 13      | —       | —       | —       | —       | 14      | 51     | 9                 |

Masculino
| Atleta         | Evento   | Carrera | Carrera | Carrera | Carrera | Carrera | Carrera | Carrera | Carrera | Carrera | Carrera | Carrera | Puntos | Posición |
| Atleta         | Evento   | 1       | 2       | 3       | 4       | 5       | 6       | 7       | 8       | 9       | 10      | F       | Puntos | Posición |
| -------------- | -------- | ------- | ------- | ------- | ------- | ------- | ------- | ------- | ------- | ------- | ------- | ------- | ------ | -------- |
| Angello Giuria | Byte CII | 4       | 3       | 15      | 20      | 15      | 23      | 24      | —       | —       | —       | 17      | 96     | 15       |

### Vóley playa
| Atleta                    | Evento    | Ronda preliminar                                          | Posición | Ronda de 24                                     | Ronda de 16       | Cuartos de final  | Semifinal         | Final             | Final      |
| Atleta                    | Evento    | Rivales Resultado                                         | Posición | Rivales Resultado                               | Rivales Resultado | Rivales Resultado | Rivales Resultado | Rivales Resultado | Posición   |
| ------------------------- | --------- | --------------------------------------------------------- | -------- | ----------------------------------------------- | ----------------- | ----------------- | ----------------- | ----------------- | ---------- |
| Luis Bramont Jimy Heredia | Masculino | Carlos Rosa Ajia Sweeney 21-10 / 21-6                     | 4        | George Souto Arthur Mariano Lanci 18-21 / 16-21 | Eliminados        | Eliminados        | Eliminados        | Eliminados        | Eliminados |
| Luis Bramont Jimy Heredia | Masculino | Keyvan Sahneh Mohammadreza Shobeiri 21-18 / 21-23 / 18-16 | 4        | George Souto Arthur Mariano Lanci 18-21 / 16-21 | Eliminados        | Eliminados        | Eliminados        | Eliminados        | Eliminados |
| Luis Bramont Jimy Heredia | Masculino | Sergio Figueroa Daniel Rivera 17-21 / 13-21               | 4        | George Souto Arthur Mariano Lanci 18-21 / 16-21 | Eliminados        | Eliminados        | Eliminados        | Eliminados        | Eliminados |
| Luis Bramont Jimy Heredia | Masculino | Philip Amissah Nicholas Tetteh 21-16 / 15-21 / 20-22      | 4        | George Souto Arthur Mariano Lanci 18-21 / 16-21 | Eliminados        | Eliminados        | Eliminados        | Eliminados        | Eliminados |
| Luis Bramont Jimy Heredia | Masculino | Arnaud Gauthier-Rat Arnaud Loiseau 14-21 / 7-21           | 4        | George Souto Arthur Mariano Lanci 18-21 / 16-21 | Eliminados        | Eliminados        | Eliminados        | Eliminados        | Eliminados |